# Franois
Franois és un municipi francès situat al departament del Doubs i a la regió de Borgonya - Franc Comtat. L'any 2007 tenia 1.917 habitants.

## Demografia

### Població
El 2007 la població de fet de Franois era de 1.917 persones. Hi havia 718 famílies de les quals 168 eren unipersonals (68 homes vivint sols i 100 dones vivint soles), 223 parelles sense fills, 279 parelles amb fills i 48 famílies monoparentals amb fills.
La població ha evolucionat segons el següent gràfic:
Habitants censats

### Habitatges
El 2007 hi havia 737 habitatges, 730 eren l'habitatge principal de la família, 3 eren segones residències i 4 estaven desocupats. 563 eren cases i 171 eren apartaments. Dels 730 habitatges principals, 513 estaven ocupats pels seus propietaris, 207 estaven llogats i ocupats pels llogaters i 9 estaven cedits a títol gratuït; 7 tenien una cambra, 49 en tenien dues, 84 en tenien tres, 141 en tenien quatre i 449 en tenien cinc o més. 663 habitatges disposaven pel capbaix d'una plaça de pàrquing. A 314 habitatges hi havia un automòbil i a 375 n'hi havia dos o més.

### Piràmide de població
La piràmide de població per edats i sexe el 2009 era:
| Homes | Edats   | Dones |
| ----- | ------- | ----- |
| 0     | 95 o +  | 0     |
| 0     | 90 a 94 | 0     |
| 12    | 85 a 89 | 0     |
| 12    | 80 a 84 | 12    |
| 24    | 75 a 79 | 16    |
| 20    | 70 a 74 | 40    |
| 52    | 65 a 69 | 24    |
| 40    | 60 a 64 | 56    |
| 28    | 55 a 59 | 28    |
| 44    | 50 a 54 | 56    |
| 36    | 45 a 49 | 80    |
| 88    | 40 a 44 | 60    |
| 80    | 35 a 39 | 68    |
| 56    | 30 a 34 | 84    |
| 68    | 25 a 29 | 44    |
| 56    | 20 a 24 | 64    |
| 72    | 15 a 19 | 72    |
| 80    | 10 a 14 | 44    |
| 72    | 5 a 9   | 72    |
| 48    | 0 a 4   | 48    |

## Economia
El 2007 la població en edat de treballar era de 1.234 persones, 917 eren actives i 317 eren inactives. De les 917 persones actives 856 estaven ocupades (446 homes i 410 dones) i 62 estaven aturades (27 homes i 35 dones). De les 317 persones inactives 93 estaven jubilades, 158 estaven estudiant i 66 estaven classificades com a «altres inactius».

### Ingressos
El 2009 a Franois hi havia 725 unitats fiscals que integraven 1.869 persones, la mediana anual d'ingressos fiscals per persona era de 19.995 €.

### Activitats econòmiques
Dels 111 establiments que hi havia el 2007, 2 eren d'empreses extractives, 2 d'empreses alimentàries, 1 d'una empresa de fabricació de material elèctric, 15 d'empreses de fabricació d'altres productes industrials, 15 d'empreses de construcció, 20 d'empreses de comerç i reparació d'automòbils, 9 d'empreses de transport, 1 d'una empresa d'hostatgeria i restauració, 1 d'una empresa d'informació i comunicació, 3 d'empreses financeres, 7 d'empreses immobiliàries, 14 d'empreses de serveis, 14 d'entitats de l'administració pública i 7 d'empreses classificades com a «altres activitats de serveis».
Dels 19 establiments de servei als particulars que hi havia el 2009, 1 era una oficina de correu, 3 tallers de reparació d'automòbils i de material agrícola, 6 paletes, 2 fusteries, 2 lampisteries, 2 electricistes, 1 perruqueria, 1 agència immobiliària i 1 saló de bellesa.
Dels 8 establiments comercials que hi havia el 2009, 2 eren botiges de menys de 120 m², 1 una botiga de menys de 120 m², 2 carnisseries, 1 una carnisseria, 1 una botiga de mobles i 1 una botiga de material de revestiment de parets i terra.
L'any 2000 a Franois hi havia 13 explotacions agrícoles que ocupaven un total de 192 hectàrees.

## Equipaments sanitaris i escolars
El 2009 hi havia 1 hospital de tractaments de mitja durada (seguiment i rehabilitació) i 1 farmàcia.
El 2009 hi havia 1 escola maternal i 1 escola elemental.

## Poblacions més properes
El següent diagrama mostra les poblacions més properes.